# Neseuterpia
Neseuterpia es un género de escarabajos longicornios de la tribu Acanthocinini.

## Especies
- Neseuterpia couturieri Tavakilian, 2001
- Neseuterpia curvipes Villiers, 1980
- Neseuterpia deknuydti Chalumeau & Touroult, 2005